# Parc national des Grands-Jardins
Het Parc national des Grands-Jardins is een provinciaal park in Québec met een oppervlakte van 310 km². Dit sinds 1981 beschermde gebied ligt in het biosfeerreservaat Charlevoix.

## Geschiedenis
Het gebied waarin het park zich bevindt, werd in vroegere tijden regelmatig bezocht door de Innu en de Wendat. Aan het einde van de negentiende eeuw trokken rijke toeristen naar het gebied vanwege de mogelijkheid om er te vissen en te jagen. Dit leidde uiteindelijk tot de oprichting van de La Roche Hunting and Fishing Club in 1890. Vijf jaar later zorgden natuurbeschermers ervoor dat een deel van de Laurentiden werd uitgeroepen tot wildreservaat.
In 1981 besloot de regering van Québec om het gebied officieel tot provinciaal park te benoemen, waarmee het een beschermde status kreeg.

## Landschap, flora en fauna
Het landschap van het park, met enkele toppen tot 1.100 m., is gevormd tijdens de laatste ijstijd. Ook de meer dan 120 meren, die samen 3,6% van het oppervlak beslaan (11,1 km²), dateren uit die periode. Door het gure klimaat in het park, heeft zich een subarctisch taigalandschap ontwikkeld dat zelden zo zuidelijk voorkomt. De zwarte spar en de balsemzilverspar zijn veelvoorkomende boomsoorten. Ook korstmossen, vooral van het geslacht Cladonia, komen veel voor. Door commerciële bosbouw en enkele grote bosbranden zijn veel bossen in het park relatief jong.
Tot het begin van de twintigste eeuw waren er boskariboes in het gebied die zich voedden met korstmossen. Door de jacht raakten ze echter uitgestorven. Rond 1970 werden deze dieren opnieuw geïntroduceerd, wat heeft geleid tot de aanwezigheid van een kleine kudde van zo'n 150 dieren. Het park is ook een broedgebied voor de Bicknells dwerglijster, een soort die als kwetsbaar op de Rode Lijst van de IUCN staat. Daarnaast komen onder meer elanden, zwarte beren, wolven en lynxen voor.

## Toerisme
Jaarlijks worden er ongeveer 75.000 vakantiedagen doorgebracht in het Parc national des Grands-Jardins. Het park heeft twee bezoekerscentra, Mont du Lac-des-Cygnes en Arthabaska, en beschikt over vier campings. Het park is het hele jaar door geopend en biedt talloze activiteiten, zoals wandelen, kanoën, (ijs)vissen en langlaufen.

## Afbeeldingen

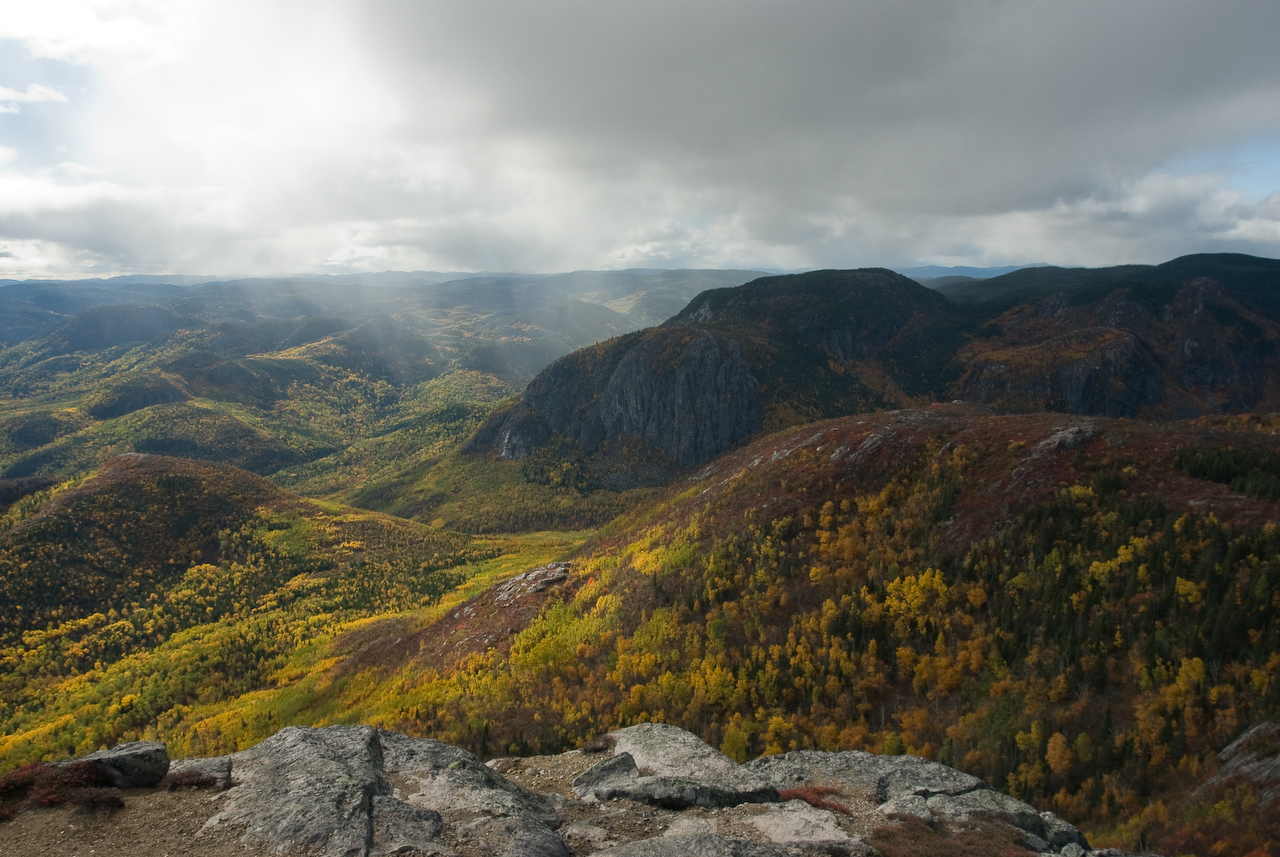
Het park in de herfst
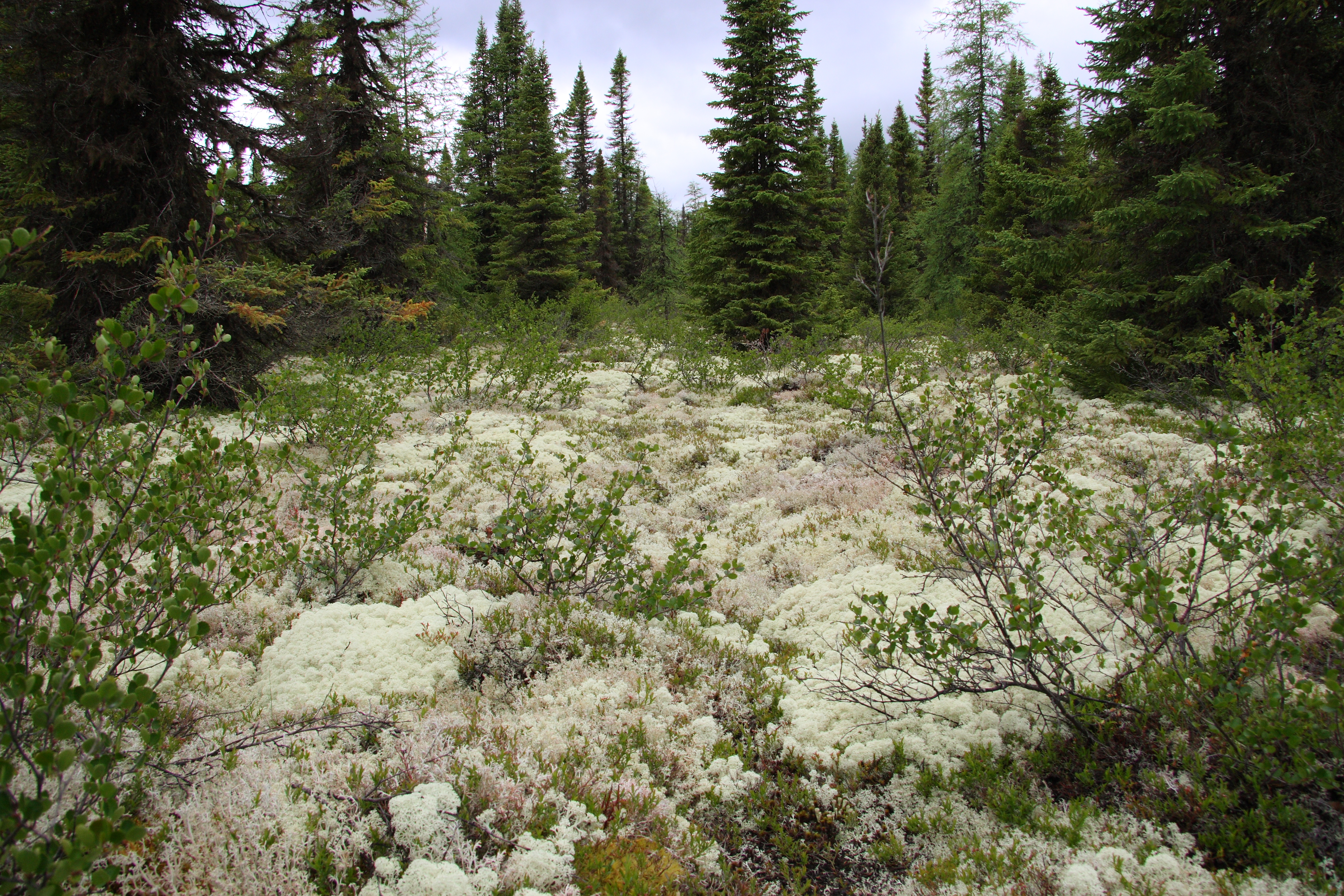
Rendiermos in het park